# 伊藤松宇
伊藤 松宇（いとう しょうう、安政6年10月18日（1859年11月12日） - 昭和18年（1943年）3月25日）は俳人、古俳書収集家である。本名は半次郎、俳号は松宇・雪操居。

## 来歴
伊藤洗児の長男として、信濃国小県郡上丸子村（現長野県上田市）に生まれた。10代頃から俳句を作り、加部琴堂に師事する。1882年、家業の藍取引を通じて知遇を得た渋沢栄一に認められて、第一国立銀行横浜支店の調査職につき、王子製紙、渋沢倉庫などの渋沢財閥の幹部社員となった。1897年、静岡に転勤し、のちに東京に戻った。

### 俳人として
旧来の宗匠の指導をうける句会の形にあきたらず、1890年、一高学寮舎監の片山桃雨、郵便局員の森猿男らと「椎の友社」を結成した。それまでの俳諧運座を改めて、互選方式の句会を行った。正岡子規が『日本』に「獺祭書屋俳話」を連載すると、1892年子規宛に手紙を送り、富士百句の批評を求めたことによって親交が始まり、子規や内藤鳴雪も松宇らとの句会に参加するようになった。
1893年、子規と雑誌『俳諧』を創刊するが、2号で廃刊となった。連句に興味を持つ松宇と連句に否定的な子規との考えの違いがあったともいわれる。1895年、尾崎紅葉、巖谷小波らが「秋声会」を結成し、1896年、松宇もこれに参加し、紅葉、小波、大野洒竹、角田竹冷と「明治俳壇の先覚五人衆」と呼ばれたが、俳句革新に対して先鋭的ではなかった。1911年、雑誌『ひばり』を創刊する。1919年、加舎白雄の句碑を建てて、彼の業績を広めた。
実業界を引退後、書画の鑑定と古俳書収集と研究を行い、晩年は小石川関口町の芭蕉庵に居住し、収集した古俳書3000冊を松宇文庫として残した。松宇は子規の日本派とは異なり、連句を含めて近代俳句文芸の改革を目指した人物とされる。
没後の1935年、郷里の安良居神社に「長江を呑む高楼の青嵐」の句碑が建立された。
句集『松宇家集』、編書に『俳諧中興五傑集』『蕉影余韻』『俳諧雑事』などがある。

## 代表句
- 同し事して元日の新らしみ[3]
- 紅梅や奈良の小家の烏帽子折現代の詩を痛罵して黄びら哉[3]
- 夏引の糸のもつれや妹か恋[3]
- 雄大な句を想ふ夜の野分哉[3]
- 鵬斎の画賛かけたり抱一忌[3]